# Ballinderry-brochen
Ballinderry-brochen er en keltisk broche fra Irland, der er dateret til slutningen af 500-tallet eller begyndelsen af 600-tallet. Den blev fundet i 1930'erne sammen med en række lignende genstande under et trægulv fra slutningen af bronzealderen i Ballinderry Crannóg nummer 2, på Ballinderry-søen i County Offaly. Den er fremstillet af en kobber-legering, tin og emalje og dekoreret med millefiori-mønstre, og og er relativt lille med en maksimal diameter på 8,6 cm, mens dornen er 18,3 cm lang.
Den er i dag en del af den permanente udstilling på National Museum of Ireland i deres Treasury room. Den blive betragtet som den vigtigste og mest detaljerede af de bevarede halvbrocher. Selvom den er produceret lokalt, så kan den have forbindelse til angelsaksiske metalarbejdere, da dens udformning ligne den fra et fragment dateret til før 625 fra Sutton Hoo-fundet.